# The Woman in Black 2: Thiên sứ tử thần
The Woman in Black 2: Thiên sứ tử thần (tên gốc tiếng Anh: The Woman in Black: Angel of Death) là một bộ phim kinh dị của Anh, Canada và Mỹ năm 2014 của đạo diễn Tom Harper và được viết bởi Jon Croker từ một câu chuyện của Susan Hill.

## Diễn viên
- Phoebe Fox vai Eve Parkins
- Jeremy Irvine vai Harry Burnstow
- Helen McCrory vai Jean Hogg
- Adrian Rawlins vai Dr. Rhodes*
- Leanne Best vai The Woman in Black
- Ned Dennehy vai Old Hermit Jacob
- Oaklee Pendergast vai Edward
- Genelle Williams vai Alma Baker
- Leilah de Meza vai Ruby
- Claire Rafferty vai Clara
- Jude Wright vai Tom
- Amelia Pidgeon vai Joyce
- Pip Pearce vai James
- Alfie Simmons vai Alfie
- Casper Allpress vai Fraser